# Crusinallo
Crusinallo est une frazione de la commune d'Omegna dans la province du Verbano-Cusio-Ossola de la région du Piémont.

## Culture
Crusinallo est le hameau d'origine de la branche de la famille maternelle du compositeur italien d'opéras de la période romantique Giuseppe Verdi, émigrés à Cortemaggiore à partir de 1705 : 
- Francesco Uttini, originaire de Cranna Superiore (paroisse de Crusinallo, diocèse de Novara) épouse Maria Francesca Avanzini à l'église San Vitale de Besenzone en 1708
- Carlo Uttini, né à Crusinallo, veuf de Caterina de Nobilis, meurt à Chiavenna Landi (it) en 1744 ;
- Lorenzo Uttini, fils de Giacomo Antonio Uttini et Anna Bracco de Cranna Superiore, arrière-grand-père du compositeur, est baptisé à Crusinallo le 13 août 1708 ; sa marraine est la femme de Francesco Uttini ;
- Son fils, Carlo Uttini, grand-père maternel de Verdi, prend, avec sa femme Angela Villa, la suite de son père à l'auberge épicerie bureau de poste (la Palta Vecchia) de Salicetto di Cadeo où naît, le 28 septembre 1787, Luigia Uttini, mère du compositeur ; la famille s'installe à partir de 1800 à Busseto où Luigia rencontre Carlo Verdi, le père de Giuseppe Verdi[1].